# عنکبوت کیسه‌باف زرد
عنکبوت کیسه‌باف زرد (نام علمی: Cheiracanthium) نام یک سرده از تیره عنکبوت‌های کیسه‌باف پادراز است. عنکبوت کیسه باف زرد از عنکبوت های کوچک تر از خودش و همچنین حشرات تغذیه می کند. این عنکبوت ابتدا یک کیسه از جنس تار خودش می تند و تخم ها را درون آن می گذارد.